# Matthias Haustein
Matthias Haustein (* 31. Juli 1965) ist ein deutscher Tischtennisspieler und -trainer. Er vertrat bei der Europameisterschaft 1990 die DDR.

## Werdegang
Matthias Haustein spielt in der BSG Elektronik Gornsdorf, mit deren Herrenmannschaft er 1985, 1986 und 1990 DDR-Meister wurde. In diesem Verein, der heute TSV Elektronik Gornsdorf heißt, ist er noch in der Oberliga aktiv.
1990 nahm er an der  Europameisterschaft für die DDR teil. Hier zeigte sich die fehlende internationale Praxis der DDR-Sportler, verursacht durch den Leistungssportbeschluss 1969. Die DDR-Herren belegten Platz 26 unter 29 teilnehmenden Teams. Im Einzel qualifizierte sich Haustein für die Hauptrunde, wo er dann in der ersten Runde ausschied. Auch im Doppel mit Bernd Buschmann gelang ein Sieg, dem eine Niederlage gegen zwei Finnen folgte. Im Mixed mit Janine Dietrich verlor er nach Freilos in der zweiten Runde.
Heute (2012) arbeitet Matthias Haustein als Trainer in einer Leipziger Tischtennisschule.